# Ji Chaozhu
Ji Chaozhu, né le 30 juillet 1929 et mort le 29 avril 2020, est un diplomate chinois qui a occupé un certain nombre de postes importants au ministère des Affaires étrangères de la République populaire de Chine (RPC), notamment en tant qu'interprète anglais du président Mao Zedong et du premier ministre Zhou Enlai, plus tard comme ambassadeur auprès de la Cour de St. James's (Royaume-Uni), et enfin en tant que sous-secrétaire général des Nations unies, poste dont il a pris sa retraite en 1996.
Il a joué un rôle central dans les pourparlers précédant et durant la visite de 1972 du président Richard Nixon en Chine.
Ses mémoires, L'Homme à droite de Mao, ont été publiés en juillet 2008 par Random House.

## Biographie

### Premières années aux États-Unis
Ji est né le 30 juillet 1929 dans la province du Shanxi dans une famille aisée proche du Parti communiste. Son père était un riche propriétaire, un avocat et un fonctionnaire provincial, tandis que son frère aîné, Ji Chaoding, était un économiste réputé qui avait obtenu un doctorat à l'Université Columbia. Ji et sa famille fuient leur maison à Taiyuan, la capitale de la province, à la fin des années 1930, pendant la deuxième guerre sino-japonaise. À la demande de Zhou Enlai, un jeune révolutionnaire de l'époque, la famille de Ji émigre à New York en 1939, lorsque Ji a neuf ans. Il obtient un diplôme d'études secondaires de l'école secondaire Horace Mann-Lincoln (maintenant connue sous le nom de l'école Horace Mann), et assiste au Camp Rising Sun en 1944. Il est étudiant en deuxième année à l'université Harvard en 1950 lorsque la guerre de Corée éclate, une guerre qui voit sa patrie natale et son pays adoptif s'affronter. Ji décrit comment il « était déchiré par [son] amour pour deux pays », néanmoins il savait qu'il « était fondamentalement chinois ».

### Retour en Chine
Ji quitte Harvard au milieu de ses études et est retourné dans la nouvelle République populaire de Chine. Il étudie la chimie à l'Université Tsinghua de Pékin dans le but d'être un scientifique et de développer des armes nucléaires pour la RPC,.
Néanmoins, pour ses compétences en anglais, il est choisi comme interprète et preneur de notes lors des négociations à Panmunjom qui vont mètrent fin à la guerre de Corée. Après deux ans en Corée, il retourne à Pékin où il est recruté pour devenir l'interprète anglais de Zhou : il accompagne alors le Premier ministre à la Conférence de Genève de 1954 et lors de nombreux autres voyages internationaux de Zhou. Pendant la majeure partie des deux décennies suivantes, il a été un proche collaborateur de Zhou et un interprète régulier de Mao, apparaissant souvent à sa droite sur le stand d'examen de la place Tian'anmen lors des célébrations publiques lorsque des dignitaires anglophones étaient présents. Il a l'honneur d'avoir été interprète lors des deux dernières visites officielles de Mao Zedong avec des dignitaires anglophones, en 1976, quelques mois avant la mort du président.

### Rôle dans les relations sino-américaines
Au cours de sa longue carrière, ses connaissances de la culture américaine ont fait de lui un membre précieux du corps diplomatique chinois. Cela a été particulièrement mis en évidence lors de la visite secrète d'Henry Kissinger à Pékin en 1971, qui a conduit à la visite du président Nixon en Chine l'année suivante. Zhou Enlai a choisi Ji pour diriger la première mission diplomatique aux États-Unis en 1973. Ji a ensuite établi le premier bureau de liaison de la République Populaire de Chine (RPC) à Washington et a ensuite été affecté à son personnel d'ambassade aux États-Unis après l'établissement de relations diplomatiques complètes. Il a travaillé comme interprète pour Deng Xiaoping lors de sa visite aux États-Unis en 1979. Le New York Times a observé comment, depuis la visite de Nixon en Chine jusqu'à la visite de Deng aux États-Unis, Ji était la seule personne de l'un ou l'autre pays capable de traduire de l'anglais vers le chinois ou inversement. Les journaux l'ont par conséquent nommé "L'Indispensable M. Chi". Il était très respecté par les responsables américains, à tel point qu'en 1981, le secrétaire d'État d'alors, Alexander Haig, avait spécifiquement demandé à la RPC d'envoyer Ji rencontrer M. Ronald Reagan dans le but de désamorcer les tensions entre les deux parties. Ces tensions étaient dû au projet du président de vendre des armes sophistiquées à Taïwan. Ji a rencontré tous les présidents américains de Nixon à Clinton,.

### Vie familiale et politique
En 1956, Ji épouse Wang Xiangtong, une traductrice anglaise travaillant pour la Croix-Rouge internationale. Ji et Wang connaissent des problèmes politiques périodiques pendant les nombreuses purges et autres bouleversements qui ont marqué les années Mao. Malgré son étroite association avec Zhou et Mao, Ji était considéré comme suspect car il avait fait ses études aux États-Unis et un de ses frères aînés était resté aux États-Unis alors que Ji était retourné en Chine. Wang avait un problème similaire, car son père et sa mère ont été séparés à la fin de la guerre civile lorsque les communistes ont pris le contrôle et que les nationalistes ont fui à Taïwan. Son père et ses trois frères étaient bloqués et ne pouvaient pas retourner sur le continent, et sa mère était à Pékin et ne pouvait pas partir. Ji a pu rejoindre le Parti communiste chinois malgré ses relations avec l'étranger, mais Wang n'a pas pu. Ils ont eu deux fils : Xiaotan, qui vit à Pékin avec sa femme et sa fille, et Xiao-bin qui vit aux États-Unis, où il a étudié au lycée et à l'université pendant que son père Ji travaillait à l'ambassade de Chine à Washington, et que Wang sa mère travaillait aux Nations unies. Dans ses dernières années, Ji a partagé son temps entre Pékin et l'île de Hainan.

### Mort
Ji Chaozhu est décédé le 29 avril 2020, à l'âge de 90 ans, d'une maladie non divulguée. La nouvelle de sa mort a été annoncée par le ministère chinois des Affaires étrangères dans un bref communiqué à l'Associated Press. Il a laissé derrière lui sa femme et ses deux fils.

## Nominations d'ambassadeurs
De 1985 à 1987, Ji a été ambassadeur de Chine aux Fidji avec deux accréditations diplomatiques différentes, celle d'ambassadeur de Chine pour Kiribati, et celle d'ambassadeur de Chine pour Vanuatu.
De 1987 à 1991, il a été ambassadeur auprès de la "Court of St James" (Royaume-Uni).